# Hermann Schmidt-Fellner

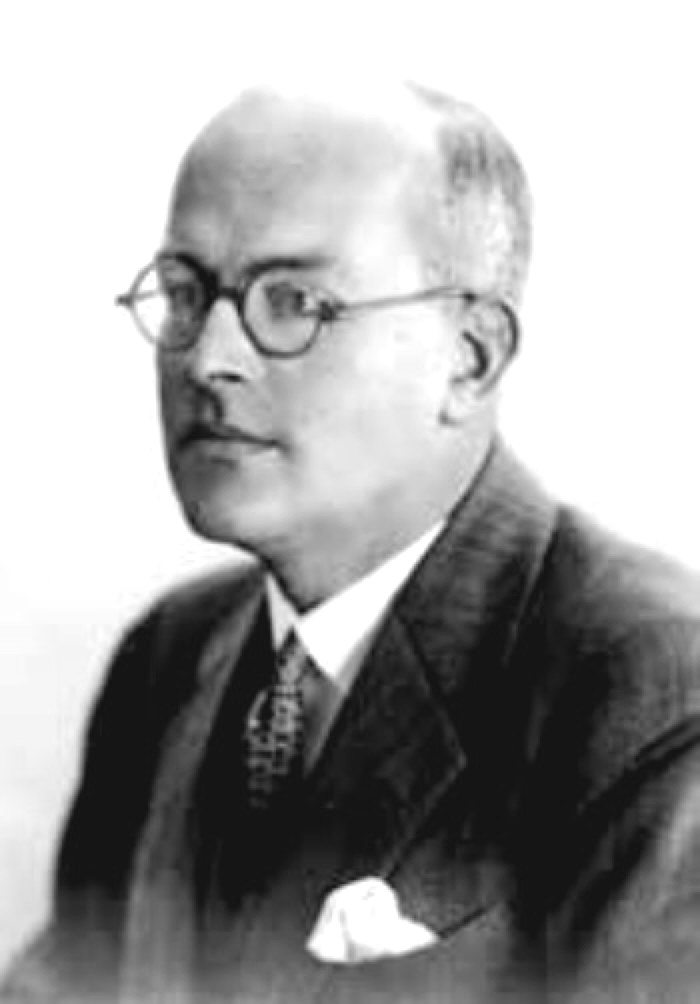
Hermann Schmidt-Fellner, um 1930

Hermann Alexander Schmidt-Fellner (geboren als Hermann Alexander Schmidt am 20. Oktober 1892 in Frankfurt am Main; gestorben am 22. Januar 1940 im Konzentrationslager Mauthausen, Ostmark, Deutsches Reich) war ein deutscher Kaufmann und Manager, ein Mitglied der Geschäftsführung der Lurgi-Gesellschaft und Vorstandsmitglied bzw. einer von zwei Direktoren der Metallgesellschaft sowie bis 1926/27 Vorstandsmitglied der Deutschen Gold- und Silberscheideanstalt vorm. Roessler (Degussa).

## Familie
Hermann wurde als viertes Kind und einziger Sohn des Kaufmanns Carl Alexander Schmidt (* 9. Juni 1855 in Frankfurt am Main; † 16. Februar 1912 ebda.) und dessen Ehefrau Friederike Sophie, geb. Fellner (* 10. August 1858 in Frankfurt am Main; † 14. Juli 1937 ebda.), in der Staufenstraße 32 (Gebäude nicht erhalten) geboren und evangelisch-lutherisch getauft. Seine Eltern hatten am 26. April 1882 in Frankfurts Stadtteil Bornheim geheiratet. Hermanns Mutter war eine Tochter des letzten Älteren Bürgermeisters der Freien Stadt Frankfurt, Carl Constanz Victor Fellner (1807–1866) und dessen Ehefrau Johanna, geb. Bansa-Streiber (* 1. August 1824 in Frankfurt am Main; † 27. Januar 1887 ebda.), Hermann somit deren Enkel.
Hermann hatte drei ältere Schwestern, Jeanette Helene (geboren am 1. März 1883 in Frankfurt am Main; gestorben als Helly Ihm am 7. September 1963), Anna Clotilde (geboren 1884 in Frankfurt am Main; gestorben 1953 in Bad Nauheim), ab 1904 verheiratet mit Alfred Merton (1878–1954), und Emmy Karoline (1887–1890), die im Kleinkindalter verstarb.
Der 29-jährige Hermann Schmidt heiratete am 27. September 1922 standesamtlich und am Folgetag kirchlich in der evangelischen Weißfrauenkirche in Frankfurts Altstadt die 20-jährige Carola Emma Liebmann (geboren am 14. August 1902 in Frankfurt am Main; gestorben am 16. Juli 1982 ebda.), Tochter des promovierten Justizrates, Rechtsanwalts und Notars Jakob Ludwig Liebmann (geboren am 1. Mai 1854 in Wiesbaden; gestorben am 20. Februar 1926 in Frankfurt am Main) und dessen Ehefrau Louise Sophie, geb. Leo-Wolf (geboren am 19. Januar 1870 in Wien).
Aus der Ehe gingen zwei Kinder hervor, Hermann Alexander (geboren am 1. September 1923; gestorben als Alexander H. Schmidt-Fellner 1995 in den Vereinigten Staaten), und Hertha Marie Ilse Clothilde (geboren am 20. Mai 1927 in Frankfurt am Main; verheiratete Leip), die beide evangelisch-lutherisch getauft wurden, beide durch Pfarrer Anton Urspruch (1869–1942), der bereits deren Eltern vermählt hatte. Nach der Verabschiedung von Pfarrer Urspruch in den vorzeitigen Ruhestand Mitte 1933 hielt die Familie engen Kontakt zu dessen Amtsnachfolger Pfarrer Martin Schmidt (1892–1967) von der Dreikönigskirche.

## Familienname
Der Entschluss zugunsten des von dem Ehepaar gewählten Doppelnamens Schmidt-Fellner dürfte primär von dem Bestreben geleitet worden sein, den verwandtschaftlichen Bezug des Ehemannes zu dem ehemaligen (und letzten) Älteren Bürgermeister der Freien Stadt Frankfurt weiterhin kenntlich zu machen und damit gleichzeitig den häufigen Familiennamen Schmidt des Ehemannes zu individualisieren, ihn im Hinblick auf diesen neuen Familienzweig der Namensträger eindeutiger zu gestalten. Fellner war der Geburts- bzw. Mädchenname seiner Mutter. Die Änderung des Familiennamens zu Schmidt-Fellner wurde durch Verfügung des Preußischen Justizministers vom 7. November 1922 bewilligt und am 8. Januar 1923 durch beglaubigte Eintragung seitens eines Gerichtsschreibers und eines Standesbeamten auf der Geburtsurkunde Hermann Alexander Schmidts vermerkt.

## Schulzeit

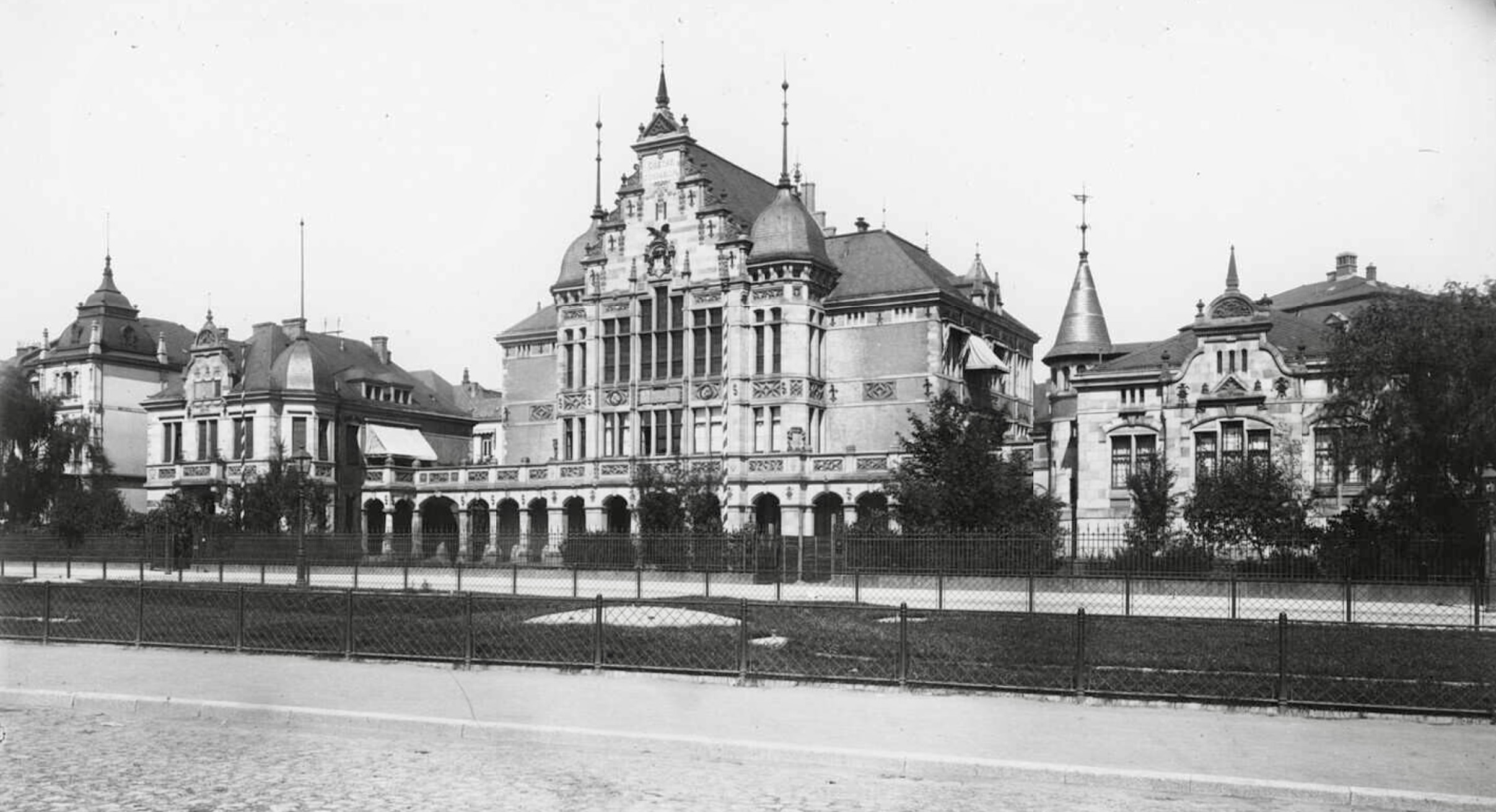
Goethe-Reformgymnasium im Frankfurter Westend

Hermann Schmidt absolvierte das Goethe-Reformgymnasium im Frankfurter Westend unter Schuldirektor Ewald Bruhn (1862–1936), seinem Klassenlehrer Hans Merian-Genast (1866–1940) und Richard Schwemer. Ostern 1911 bestand er die Reifeprüfung. Sein Klassenkamerad Selmar Spier charakterisierte das Goethe-Reformgymnasium als „das modernste an Schule, das geboten wurde, – von gewissen Landerziehungsheimen abgesehen“. Zu seinen weiteren Mitschülern zählten der spätere Bankier Friedrich „Fritz“ Flersheim (1892–1977), Otto Frank, der „unbestrittene Klassenprimus“ Otto Max Hainebach (1892–1916), der promovierte Rechtsanwalt und Notar Arthur Nawratzki (geboren am 16. Oktober 1892), der Jurist Richard Neukirch (1892–1958), der Chirurg Menny Rapp (1892–1974), der Dirigent Samuel „Semy“ Weissmann sowie der Kaufmann und Unternehmer Max Wronker (1892–1966).

## Berufliche Entwicklung

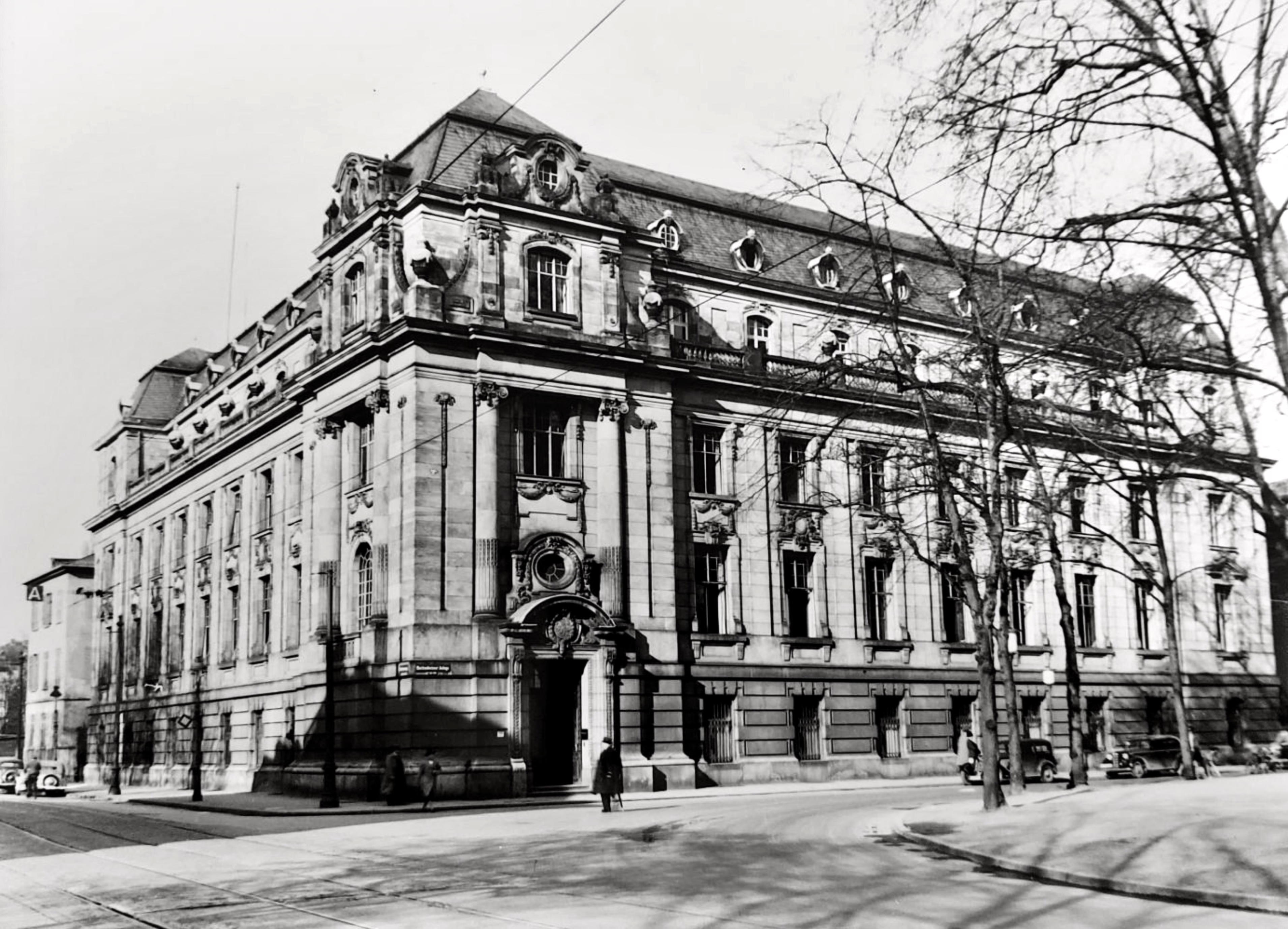
Hauptverwaltung der Metallgesellschaft in Frankfurt am Main, um 1925

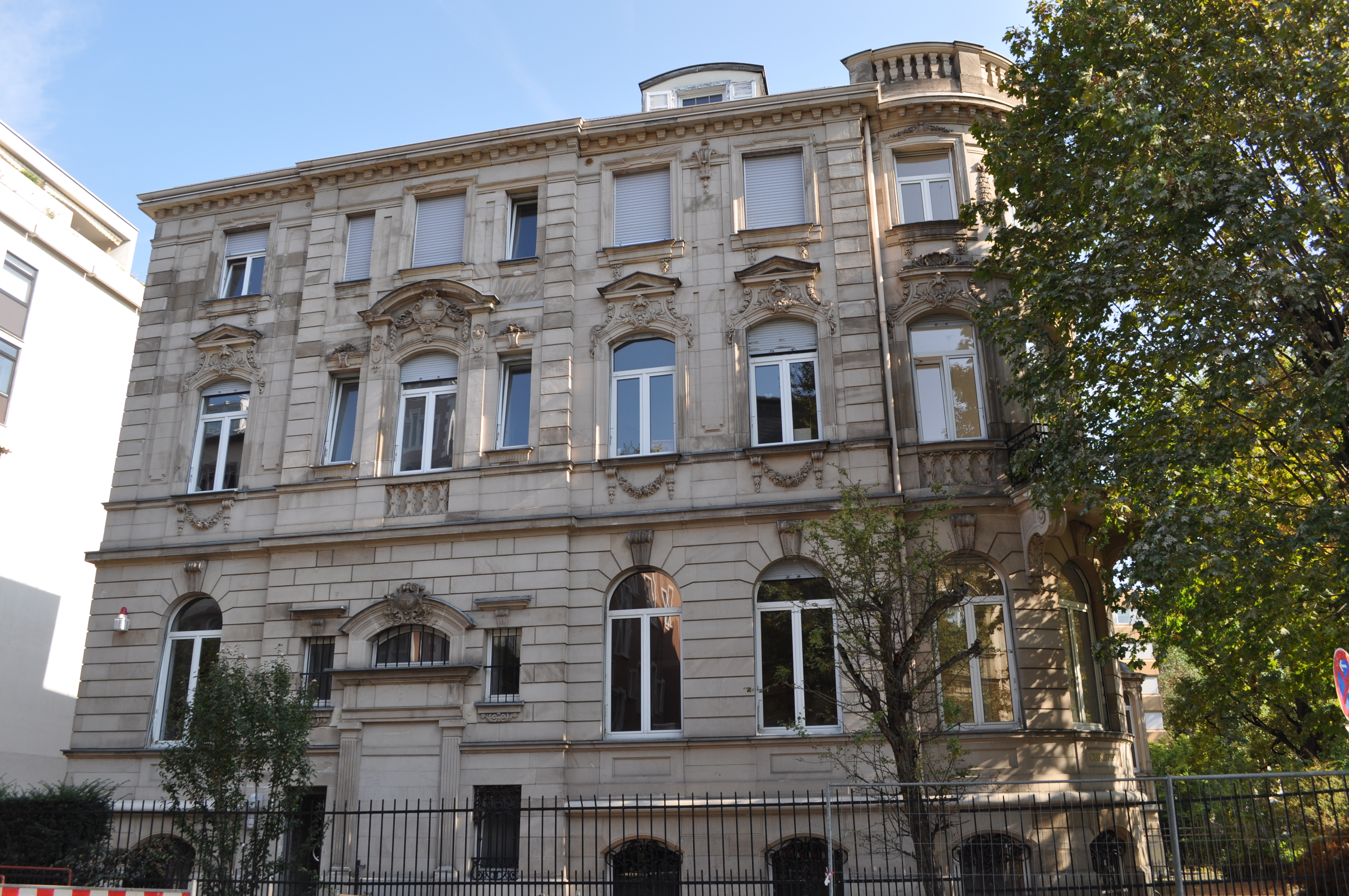
In der Arndt-Straße 18 im Frankfurter Westend wohnte die junge Familie Schmidt-Fellner von etwa 1924/25 bis 1928/29

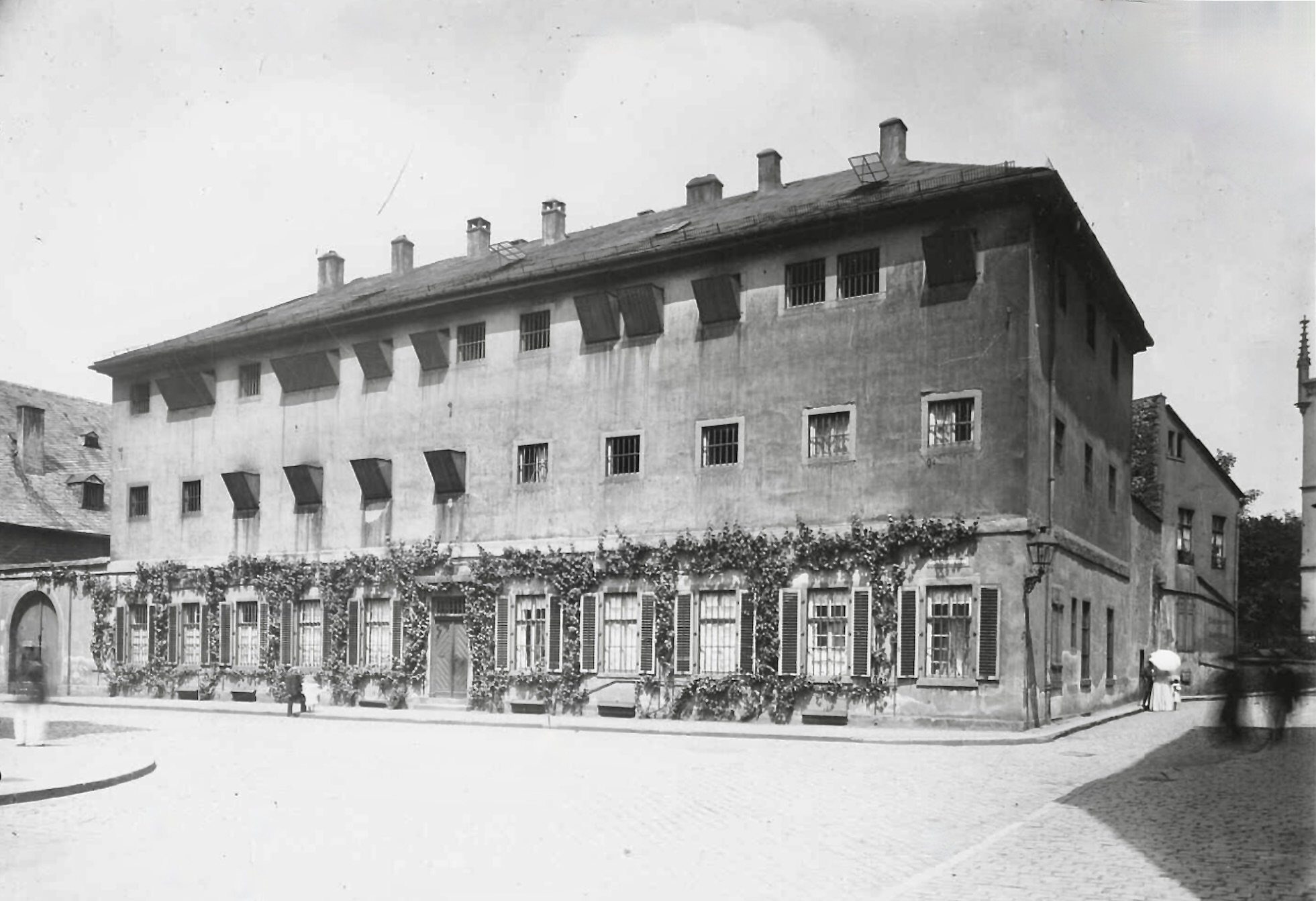
Polizeigefängnis Klapperfeld-Straße in Frankfurt am Main

1912 trat der 20-jährige Schmidt in die Metallgesellschaft Aktiengesellschaft ein, vermutlich durch die Beziehung zu seinem Schwager Alfred Merton, der im Jahr 1904 Schmidts Schwester Anna Clotilde (1884–1953) geheiratet hatte. Dort absolvierte er eine kaufmännische Ausbildung. Nach seinem Kriegseinsatz wechselte Schmidt 1919 von Frankfurt in die Berliner Abteilung des Unternehmens in der Mauerstraße 61/62 in Berlin W 66 (Berlin-Mitte) und erhielt bereits 1921, als 28-Jähriger, Prokura.
Als Mitglied der Geschäftsführung der Lurgi-Gesellschaften betreute er während der 1920er und 1930er Jahre das Geschäft der technischen Verwertung und die Forschung, war u. a. 1926 Vorstandsmitglied der Deutschen Gold- und Silberscheideanstalt vorm. Roessler.
Im Frühjahr 1938 wurde der Reisepass des wiederholt auf internationalen Geschäftsreisen befindlichen Hermann Schmidt-Fellner durch die NS-Behörden konfisziert, um ihn am Verlassen des Landes und an einer Emigration zu hindern.
Im Juni 1938 erhielt er ein Schreiben aus London, in dem ihm ein Diplom-Ingenieur der Lurgi Gesellschaft für Chemie und Hüttenwesen, Hans-Georg Bernhard Marckwald (geboren am 6. August 1902 in Straßburg, Elsass; gestorben am 8. Oktober 1981 in London), mitteilte, dass er aufgrund seiner jüdischen Herkunft entlassen werde.
Zu dieser Zeit war Marckwald zusammen mit seiner Ehefrau bereits emigriert, von einer Geschäftsreise nach England nicht ins Deutsche Reich zurückgekehrt. Die Gestapo ging davon aus, dass dies nicht ohne Wissen und Einverständnis seines Arbeitgebers, für den er von England aus weiter tätig war, durchgeführt worden sein konnte.
Am 13. September 1938 sprach ein Kriminalbeamter bei Schmidt-Fellners Sekretärin vor und bestand auf Herausgabe der Korrespondenz von und mit Marckwald.
Vier Tage später wurden sowohl Schmidt-Fellner als auch sein Kollege, der Direktor Alfred Petersen (1885–1960), von der Gestapo unter einem Vorwand in Untersuchungshaft genommen und in das Polizeigefängnis Klapperfeld-Straße eingeliefert (die Judenabteilung in dessen oberster Etage unterstand der Gestapo), um deren Rücktritt von allen Ämtern zu erzwingen und auf diese Weise NSDAP-Parteigenossen wie Wilhelm Avieny und Hans Menzel (1897–1953) in diese Funktionen zu bringen. Die Frankfurter NS-Führung zielte darauf ab, die volle Kontrolle über Metallgesellschaft und Degussa zu erhalten.

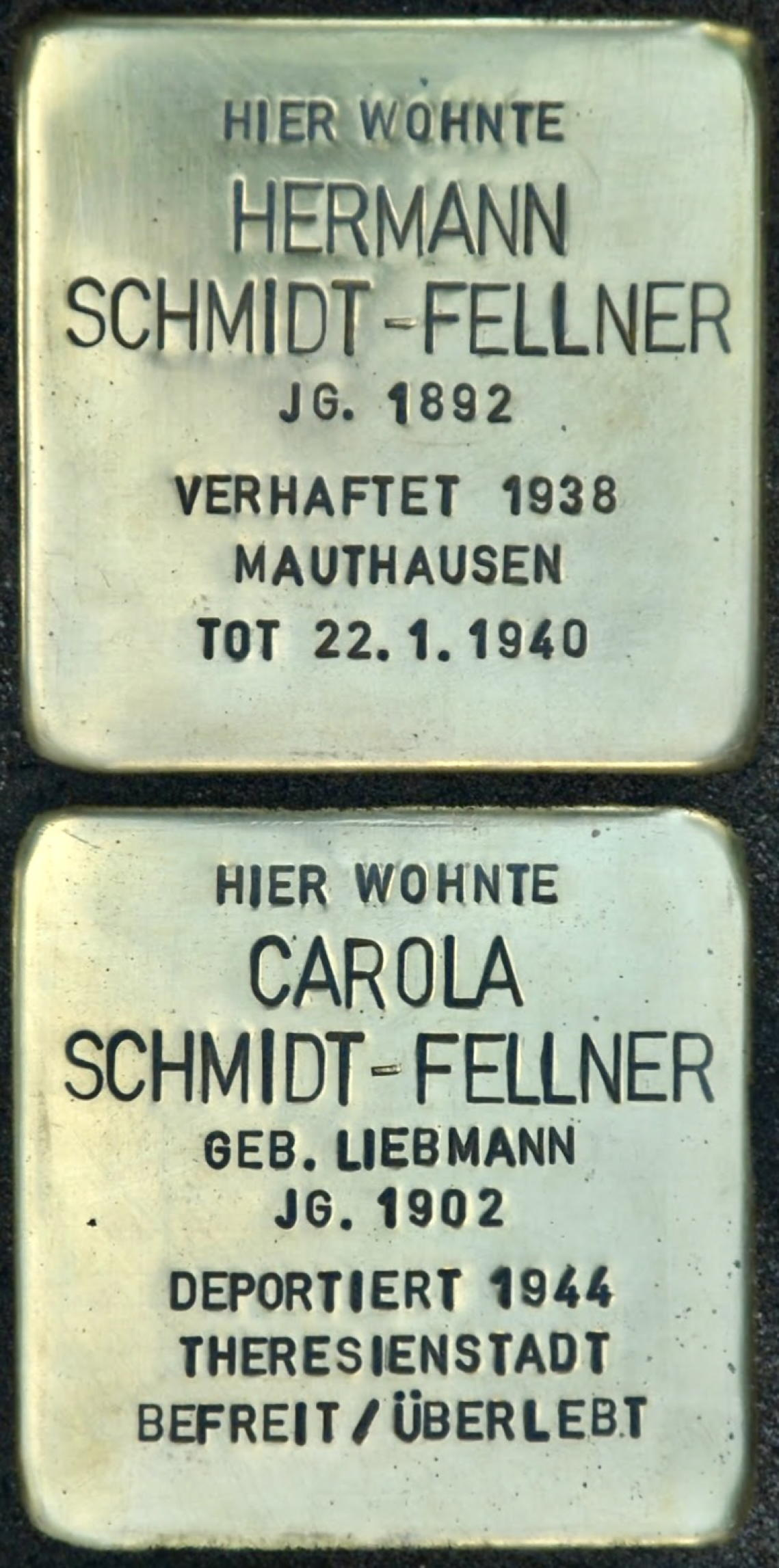
Stolpersteine für das Ehepaar Carola und Hermann Schmidt-Fellner im Frankfurter Bahnhofsviertel, Marienstraße 7–9

Aus der Untersuchungshaft schrieb Schmidt-Fellner einem befreundeten Rechtsanwalt: „Was los ist, ahne ich nicht und sehe der Entwicklung mit Ruhe entgegen“. Reinhard Heydrichs Stellvertreter in der Führung des SD, SS-Obergruppenführer Werner Best, war mit Petersens und Schmidt-Fellners Fall betraut worden und erklärte dem von der Metallgesellschaft beauftragten Anwalt, dass sich die Inhaftierung Alfred Petersens und Hermann Schmidt-Fellners nicht gegen das Unternehmen richte, sondern dieses schützen solle. Es bestehe der Verdacht, dass die beiden Direktoren auf Grundlage ihrer Kenntnisse im Ausland ein eigenes Geschäft aufbauen wollten, das der Metallgesellschaft und somit der deutschen Wirtschaft habe schädlich werden können. Dass den beiden Direktoren dies zuzutrauen sei, ergebe sich beispielsweise daraus, dass Schmidt-Fellner dem jüdischen Ingenieur Marckwald als Fluchthelfer die illegale Emigration ermöglicht habe. Dies sei für Deutschland nachteilig, da Marckwald über besondere Expertise und Kenntnisse verfüge. Schmidt-Fellners Sekretärin erhielt zwei Tage nach der Festnahme ihres Chefs die Maßgabe, Stillschweigen über die Angelegenheit zu wahren.
Aufgrund seiner guten Kontakte zum Reichswirtschaftsministerium sollte ggf. Wehrwirtschaftsführer Carl Lüer, u. v. a. Funktionen Aufsichtsratsmitglied der Degussa, als Vermittler eingeschaltet werden, um die beiden von der Gestapo festgenommenen Vorstände der Metallgesellschaft, Alfred Petersen und Hermann Schmidt-Fellner, wieder auf freien Fuß zu bekommen. In einem Schreiben der Metallgesellschaft Frankfurt an ihre Berliner Abteilung vom November 1938 hieß es dazu: „Sie können auch versuchen, Herrn Dr. Lüer zu erreichen für den Fall, daß dieser in Berlin sein sollte, da er mit Herrn Dr. Bertsch [zu dieser Zeit Ministerialrat im Reichswirtschaftsministerium] und auch mit Staatssekretär Brinkmann gut bekannt ist“.
Schmidt-Fellner wurde am 3. Juni 1939 in das Konzentrationslager Dachau deportiert und von dort am 27. September 1939 als Häftling Nr. 33611 in den Strafblock des Konzentrationslagers Mauthausen, wo er knapp vier Monate später unter ungeklärten Umständen im Alter von 47 Jahren umkam. Als Todesursache wurde Herz- und Kreislaufschwäche angegeben. Seine Familie erhielt eine Urne mit Asche unklarer Provenienz zugeschickt. Die Trauerfeier in der Frankfurter Dreikönigskirche hielt Pfarrer Martin Schmidt, der sich in seiner Predigt auf Bibelverse beschränken musste, weil sich eine ganze Reihe leicht erkennbarer Gestapo-Beamter unter die Trauergemeinde gemischt hatte, um den Tenor der Predigt und die Stimmungslage der Trauernden mitzuverfolgen.
Hermann Schmidt-Fellners Ehefrau Carola, geb. Liebmann, musste ab 8. Februar 1943 Zwangsarbeit in der Druckerei Osterrieth in der Franken-Allee 25 leisten und einen Judenstern tragen. Mit ihren beiden minderjährigen Kindern musste sie die gemeinsame Wohnung Marien-Straße 7–9 räumen, der gesamte Hausrat wurde beschlagnahmt. Ab 17. März 1943 lebte sie zwangsweise im Judenhaus in der Weiher-Straße 8 im Ostend, der Vorstufe zur Deportation. Am 8. Januar 1944 wurde sie vom Sammellager Ostend-Straße 18 aus über den Frankfurter Ostbahnhof mit Transport XII/6 in das Ghetto Theresienstadt im Protektorat Böhmen und Mähren deportiert, traf dort am 10. Januar ein und wurde dort als Briefträgerin beschäftigt. Durch die Befreiung seitens der Roten Armee überlebte sie die Schoáh. Sie wartete die Rücktransporte für Displaced People (DP) nicht ab, sondern kletterte auf Güterzüge und kam im Juni 1945 wieder in ihrer Heimatstadt Frankfurt an.
Ihr Sohn Hermann Alexander Schmidt-Fellner musste 1944/45 im Kali-Bergwerk in Sarstedt und im Lager Hecht IV Zwangsarbeit leisten und emigrierte 1946 als 22-Jähriger in die Vereinigten Staaten.
Ihre Tochter Hertha Marie Ilse Clothilde hatte das humanistische Lyzeum des Schul-Vereins Studienanstalt Schmidt e. V. (heute: Anna-Schmidt-Schule) am Blittersdorf-Platz 39 (heute: François-Mitterrand-Platz) an der Mainzer Landstraße besucht und lebte später in Frankfurts Vorort Bad Vilbel.
Hermann Schmidt-Fellners Witwe Carola veröffentlichte 1975 ein illustriertes deutschsprachiges Jugendbuch für Mädchen.
Am 4. Juni 2011 wurden für das Ehepaar zwei Stolpersteine an deren letzter Frankfurter Meldeadresse in der Marienstraße 7–9 (Gebäude nicht erhalten) verlegt, wo sie ab 1938 wohnhaft waren. Davor wohnten sie ab 1936 in Bad Homburg vor der Höhe im Leopoldsweg 12, davor in Frankfurts Marienstraße 15 im Bahnhofsviertel (Gebäude nicht erhalten), von etwa 1924/25 bis 1928/29 in der Arndtstraße 18 (Gebäude erhalten, unter Denkmalschutz), ab etwa 1922 in Stierstadt, Taunusstraße 18, davor in Frankfurts Feuerbachstraße 10 (Gebäude nicht erhalten).